# NGC 3976
NGC 3976 في الفهرس العام الجديد، هي مجرة، تقع في كوكبة العذراء. اكتشفت في 13 أبريل 1784 بواسطة ويليام هيرشل.

## روابط خارجية
- NGC 3976 على موقع ويكي سكاي: DSS2, SDSS, GALEX, IRAS, Hydrogen α, X-Ray, Astrophoto, Sky Map, Articles and images